# SN 1994P
SN 1994P – supernowa typu II odkryta 20 kwietnia 1994 roku w galaktyce M+09-20-51. W momencie odkrycia miała maksymalną jasność 18,20m.